# Dentifibula nigritarsis
Dentifibula nigritarsis är en tvåvingeart som beskrevs av Mo 1992. Dentifibula nigritarsis ingår i släktet Dentifibula och familjen gallmyggor.
Artens utbredningsområde är Shandong (Kina). Inga underarter finns listade i Catalogue of Life.